# Kirkus Prize
Il Premio Kirkus  (Kirkus Prize) è un riconoscimento letterario assegnato annualmente alla migliore opera di narrativa, saggistica e letteratura per ragazzi.
Istituito nel 2014 dalla rivista letteraria Kirkus Reviews, riconosce ai vincitori di ciascuna categoria un premio di 50000 dollari.

## Albo d'oro
| Anno | Narrativa                                                                                        | Saggistica                                                                                   | Letteratura per ragazzi                                                                       |
| ---- | ------------------------------------------------------------------------------------------------ | -------------------------------------------------------------------------------------------- | --------------------------------------------------------------------------------------------- |
| 2014 | Lily King, Euforia (Euphoria)                                                                    | Roz Chast, Cambiamo argomento per favore? (Can't We Talk About Something More Pleasant?)     | Kate Samworth, Aviary Wonders Inc.: Spring Catalog and Instruction Manual                     |
| 2015 | Hanya Yanagihara, Una vita come tante (A Little Life)                                            | Ta-Nehisi Coates, Tra me e il mondo (Between the World and Me)                               | Pam Muñoz Ryan, Echo                                                                          |
| 2016 | C. E. Morgan, Lo sport dei re (The Sport of Kings)                                               | Susan Faludi, Nella camera oscura (In the Darkroom)                                          | Jason Reynolds, Niente paura Little Wood! (As Brave as You)                                   |
| 2017 | Lesley Nneka Arimah, Quando un uomo cade dal cielo (What It Means When a Man Falls from the Sky) | Jack E. Davis, The Gulf: The Making of an American Sea                                       | Cherie Dimaline, The Marrow Thieves                                                           |
| 2018 | Ling Ma, Febbre (Severance)                                                                      | Rebecca Solnit, Chiamare le cose con il suo nome (Call Them by Their True Names)             | Derrick Barnes, Crown: An Ode to the Fresh Cut                                                |
| 2019 | Colson Whitehead, I ragazzi della Nickel (The Nickel Boys)                                       | Saeed Jones, How We Fight for Our Lives                                                      | Jerry Craft, New kid: un ragazzo nuovo (New Kid)                                              |
| 2020 | Raven Leilani, Chiaroscuro (Luster)                                                              | Mychal Denzel Smith, Stakes Is High: Life After the American Dream                           | Derrick Barnes, I Am Every Good Thing                                                         |
| 2021 | Joy Williams, Harrow                                                                             | Brian Broome, Punch Me Up to the Gods                                                        | Christina Soontornvat, All Thirteen: The Incredible Cave Rescue of the Thai Boys' Soccer Team |
| 2022 | Hernan Diaz, Trust                                                                               | Tanwi Nandini Islam, In Sensorium                                                            | Harmony Becker, Himawari House: il mio anno giapponese (Himawari House)                       |
| 2023 | James McBride, The Heaven and Earth Grocery Store                                                | Héctor Tobar, Our Migrant Souls: A Meditation on Race and the Meanings and Myths of "Latino" | Ariel Aberg-Riger, America Redux: Visual Stories From Our Dynamic History                     |
| 2024 | Percival Everett, James                                                                          | Adam Higginbotham, Challenger: A True Story of Heroism and Disaster on the Edge of Space     | Kenneth M. Cadow, Gather                                                                      |